# 兎山郡
兎山郡（トサンぐん）は、朝鮮民主主義人民共和国黄海北道の南東部に位置する郡。 元々高句麗の烏斯含逹県(오사함달현)であり、景徳王の時兎山郡に改称された。「오사함」は高句麗語で兎を意味する。

## 地理
西の方に金川郡、南に長豊郡、北に新渓郡、東に江原道鉄原郡・伊川郡と接する。

## 歴史
1914年、大部分が金川郡に、一部が新渓郡に編入された。1952年12月に金川郡の外柳面、合灘面、左面、西泉面、口耳面、兎山面の10個の里を合併して兎山郡を新設した。

### 年表
この節の出典
- 1952年12月 - 郡面里統廃合により、黄海道金川郡外柳面・合灘面・左面・西泉面・口耳面および兎山面の一部地域をもって、兎山郡を設置。兎山郡に以下の邑・里が成立。(1邑17里)
  - 兎山邑・陽寺里・龍岩里・月城里・北浦里・安鳳里・黄江里・洪墓里・下南里・烽仏里・水合里・合灘里・文城里・美堂里・松細里・百花里・松川里・石峯里
- 1954年10月 - 黄海道の分割により、黄海北道兎山郡となる。(1邑17里)
- 1961年3月 (1邑17里)
  - 下南里の一部が烽仏里に編入。
  - 松細里の一部が百花里に編入。
- 1977年9月 - 洪墓里が梅峰里に改称。(1邑17里)
- 1981年6月 - 烽仏里の一部が兎山邑に編入。(1邑17里)

## 行政区画
1邑 17里で構成される。
- 토산읍 (兎山邑、トサヌプ)
- 양사리 (陽寺里、ヤンサリ)
- 룡암리 (龍岩里、リョンアムニ)
- 월성리 (月城里、ウォルソンニ)
- 북포리 (北浦里、プクポリ)
- 안봉리 (安鳳里、アンボンニ)
- 황강리 (黄江里、ファンガンニ)
- 매봉리 (梅峰里、メボンニ)
- 하남리 (下南里、ハナムニ)
- 봉불리 (烽仏里、ポンブルリ)
- 수합리 (水合里、スハムニ)
- 합탄리 (合灘里、ハプタンニ)
- 문성리 (文城里、ムンソンニ)
- 미당리 (弥堂里、ミダンニ)
- 송세리 (松細里、ソンセリ)
- 백화리 (白花里、ペクァリ)
- 송천리 (松川里、ソンチョンニ)
- 석봉리 (石峰里、ソクポンニ)